# Rogaška Slatina

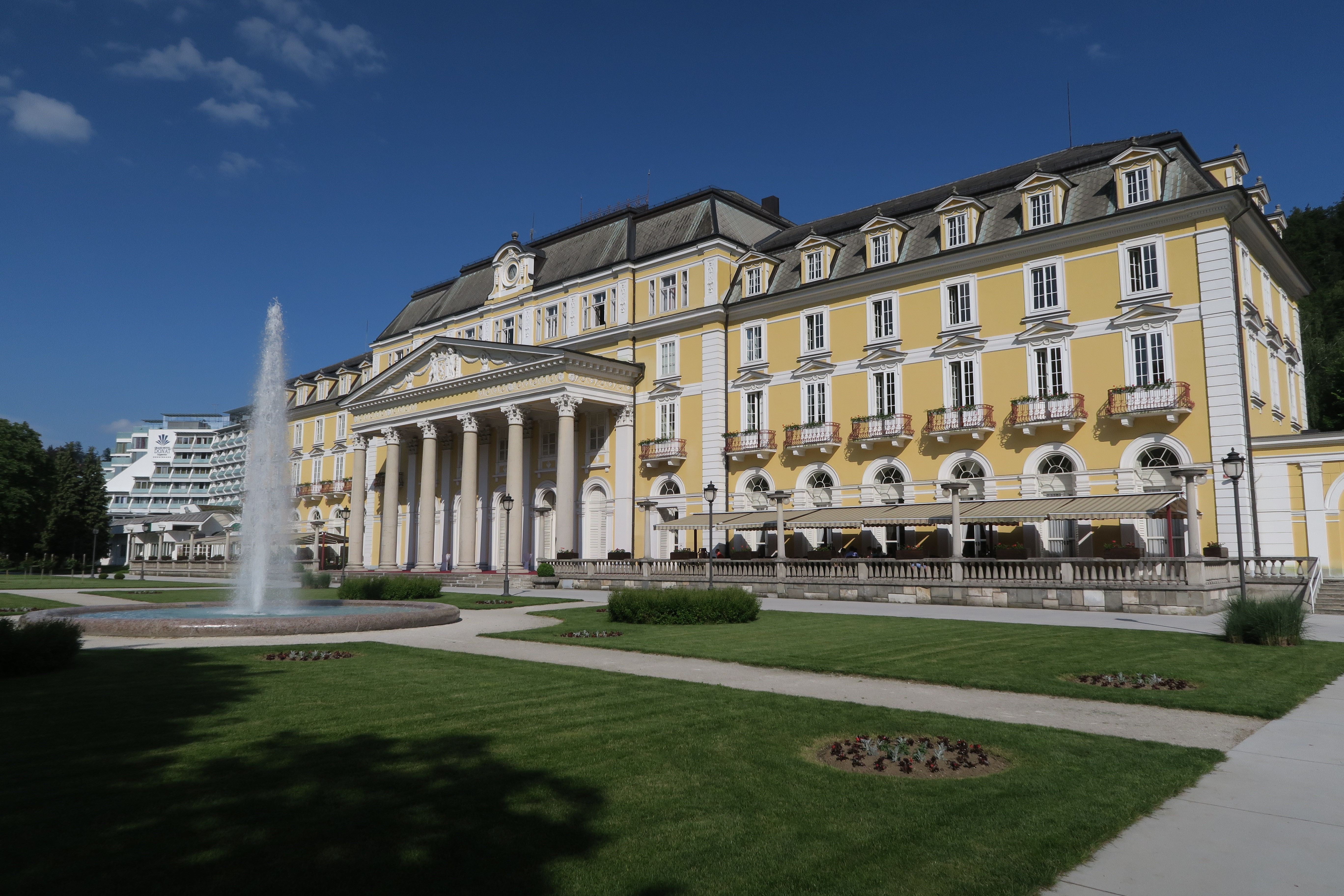
Grand Hotel Rogaška

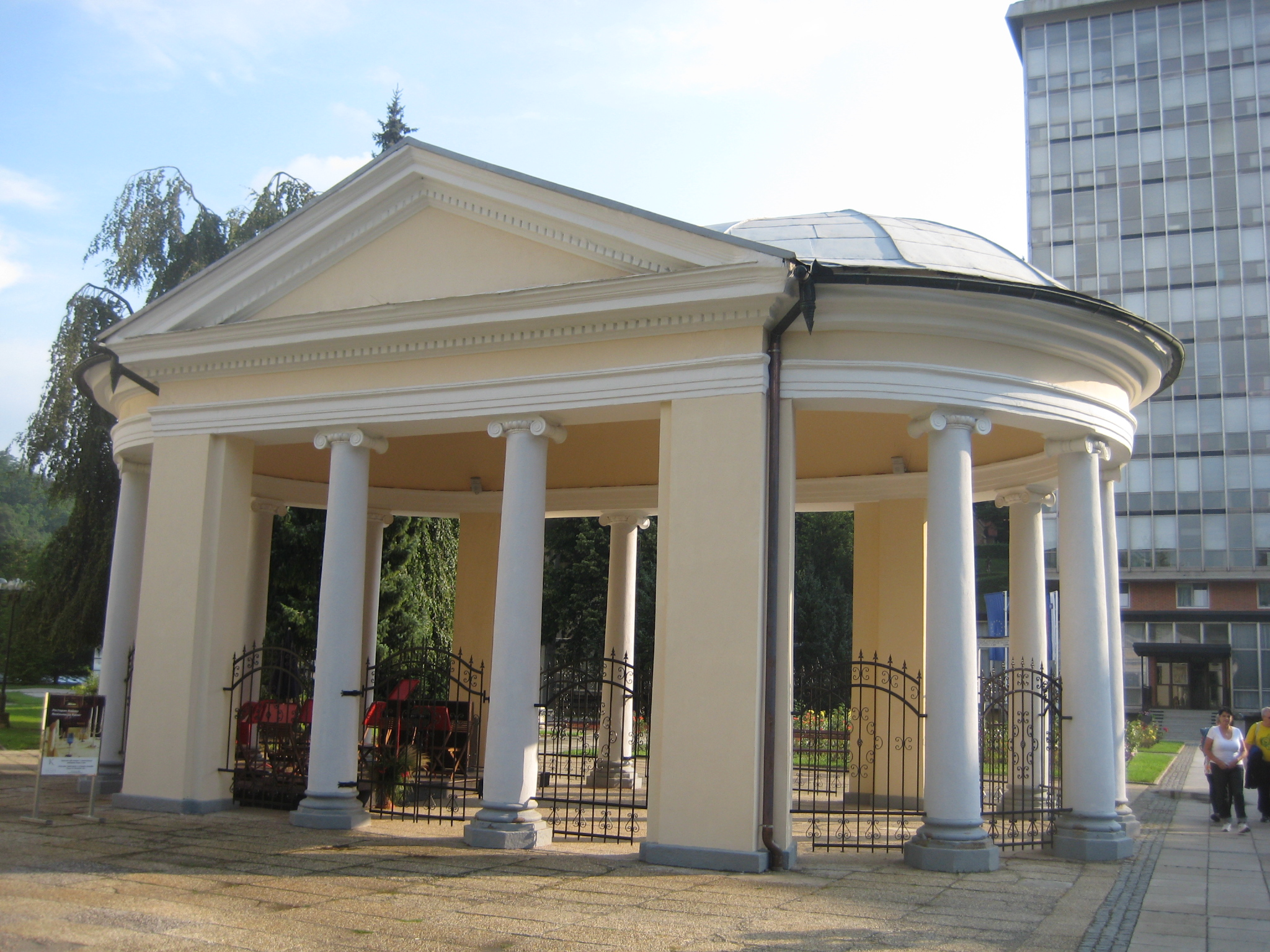
Pavillon in Rogaška Slatina

Die Stadt Rogaška Slatina (deutsch: Rohitsch-Sauerbrunn) ist eine Kleinstadt in Slowenien in der historischen Landschaft Spodnja Štajerska (Untersteiermark), statistische Region Savinjska. Bekannt ist Rogaška Slatina als Kurort. Rogaška Slatina ist Hauptort und Verwaltungssitz der 41 Ortschaften umfassenden Gemeinde Rogaška Slatina.

## Geschichte
Die Anfänge als Kurort reichen mindestens zurück bis ins Mittelalter, da aus dem Jahr 1141 eine erstmalige urkundliche Erwähnung einer Quelle an diesem Ort überliefert ist. Im 17. Jahrhundert berichtet Paul de Sorbait, Hofarzt in Wien, in seiner Schrift Praxios medicae (1680) von der überregionalen Bekanntheit des Mineralwassers.
Die bekanntesten drei Quellen von Rohitsch-Sauerbrunnen sind: die Tempelquelle, Styriaquelle und Donatiquelle. Im ersten Drittel des 20. Jahrhunderts wurden von diesen drei Quellpunkten in mehreren Millionen Flaschen Wasser abgefüllt und verkauft. Der Analyse von Hotter in Graz (1902) nach, handelt es sich um eine Natrium-Magnesium-Hydrogenkarbonat-Sulfat-Mineralisation von Wässern, die in Klüften des im Untergrund lagernden Andesitgesteins zirkulieren. Ferner sind weitere genutzte Quellen in der Literatur überliefert: der Alpha-, Beta- und Gamma-Brunnen, der Josef-Brunnen, Moritz-Bohrbrunnen, Fröhlich’sche Bohrbrunnen, Ferdinands-Brunnen, Gottharts-Brunnen und die Waldquelle.
Mitte des 19. Jahrhunderts erbauten Privatpersonen viele Villen, die bis heute das Stadtbild prägen. 1840 starb dort bei einem Kuraufenthalt der aus Freiburg im Breisgau stammende, österreichische Generalmajor Conrad von Mederer.
In Rogaška Slatina wurden zwei Massengräber aus der Zeit unmittelbar nach dem Zweiten Weltkrieg gefunden. Das Massengrab der Sovinec-Schlucht befindet sich im südöstlichen Teil der Stadt, Massengrab am Cvetlični-Hügel östlich der Stadt.

## Wirtschaft
Der Kurtourismus besitzt für die Kleinstadt einen hohen kulturellen und wirtschaftlichen Stellenwert. Seit dem 17. Jahrhundert hat sich das Heilbad durch die Thermen und das gesundheitlich vorteilhafte Mineralwasser mehrerer Quellen einen Namen gemacht. Die Trinkbrunnenanlage mit dem klassizistischen Gebäudeensemble sowie der Handel mit dem Mineralwasser Donat Mg bilden einen wichtigen Faktor für die Stadt.
Schon seit 1655 gibt es in Rogaška Slatina die Glasbläserkunst. Die 1927 gegründete Glasfabrik Steklarna Rogaška produziert Glaswaren von hoher Qualität. Sie galt schon in Jugoslawien als die größte Kristallfabrik des damaligen Bundesstaates. Einzelstücke aus der Fabrikation werden von der Slowenischen Regierung als Staatsgeschenk verwendet. Etwa 90 % der über 1200 verschiedenen Produkte gehen in den Export. Zum wirtschaftlichen und kulturellen Profil der Stadt trägt auch der Orgelbau Anton Škrabl (Orglarstvo Škrabl) bei.

## Sehenswürdigkeiten
- Grand Hotel Rogaška
- Landschaftsschutzpark Boč-Donačka gora

## Persönlichkeiten
- Ferdinand Attems (1746–1820), förderte maßgeblich die Wirtschaft und den Bekanntheitsgrad des Kurortes
- Vinzenz Ferrerius von Bianchi (1768–1855), österreichischer Feldmarschallleutnant
- Stephanie Glax (1876–1952), österreichische Grafikerin, Zeichnerin, Illustratorin und Malerin